# Hans-Peter Minetti
Pour les articles homonymes, voir Minetti (homonymie).
Hans-Peter Minetti (né le 21 avril 1926 à Berlin, mort le 10 novembre 2006 à Egra) est un acteur allemand.

## Biographie
Hans-Peter est le fils de l'acteur Bernhard Minetti. Après la guerre, il étudie à Kiel puis Hambourg l'histoire de l'art et la philosophie. Il finance ses études en écrivant pour des journaux. Il finit finalement par se tourner vers des études d'arts dramatiques et vient à Weimar. En 1953, il commence sa carrière au théâtre et au cinéma. Il joue au théâtre Maxime Gorki, au Deutsches Theater et au Volksbühne Berlin.
En opposition au passé de son père, il s'inscrit au Parti communiste d'Allemagne en 1946, rejoint la RDA en 1949 et garde une activité politique. Il devient membre du bureau du FDJ, candidat au Comité central du SED, président du Verband der Theaterschaffenden (de). Entre 1974 et 1989, Minetti appartient à l'Académie des arts dramatiques Ernst Busch. En 1986, il reçoit l'Ordre du mérite patriotique.
Sa position à la tête des acteurs professionnels lui vaut des critiques après la fin de l'État communiste. Il prend sa retraite durant les années 1990 après quelques rôles sans grande pertinence. Il revient en 1999 en interprétant Sigmund Freud dans Le Visiteur d'Éric-Emmanuel Schmitt durant trois ans.
Sa sœur Jennifer Minetti (de) est aussi actrice. Hans-Peter Minetti épouse l'actrice Irma Münch (de). De cette union naît Daniel Minetti (de) qui sera acteur.
Hans-Peter Minetti meurt le 10 novembre 2006 lors d'un séjour dans une cure thermale en République tchèque à cause d'une insuffisance cardiaque.

## Filmographie

### Cinéma
- 1954 : Ernst Thälmann – Sohn seiner Klasse
- 1955 : Mère Courage (Mutter Courage und ihre Kinder) de Wolfgang Staudte : Müller (long métrage inabouti)
- 1955 : Le Diable du moulin sur la montagne (de)
- 1955 : Ernst Thälmann – Führer seiner Klasse
- 1957 : Tinko (de)
- 1957 : Lissy
- 1957 : Spur in die Nacht (de)
- 1957 : Polonia-Express
- 1958 : Tatort Berlin (de)
- 1959 : Im Sonderauftrag (de)
- 1959 : Eine alte Liebe
- 1960 : Zu jeder Stunde
- 1960 : Wo der Zug nicht lange hält
- 1961 : Kuttel
- 1962 : Die schwarze Galeere (de)
- 1963 : Geheimarchiv an der Elbe
- 1963 : Reserviert für den Tod (de)
- 1964 : Die Suche nach dem wunderbunten Vögelchen (de)
- 1964 : Alaskafüchse
- 1966 : Eingang zur Hölle
- 1966 : La Trace des pierres (Spur der Steine)
- 1969 : Die Dame aus Genua
- 1969 : Nebelnacht (de)
- 1970 : Hart am Wind (de)
- 1972 : Aller Liebe Anfang
- 1976 : Auftrag für M & S
- 1979 : Schneeweißchen und Rosenrot (de)
- 1992 : Miraculi (de)

### Télévision
- 1963 : Carl von Ossietzky
- 1965: Dr. Schlüter (TV)
- 1970: Ich – Axel Cäsar Springer (de): Der gemachte Mann (TV)
- 1972: Das Geheimnis der Anden (TV)
- 1973: Kalkutta, 4. Mai (TV)
- 1983 : Martin Luther
- 1985: Johann Sebastian Bach (de) (TV)
- 1988: Passage (TV)
- 1990 : Der Staatsanwalt hat das Wort (de) : Hallo Partner
- 1990 : Die Ritter der Tafelrunde

## Source de la traduction
- (de) Cet article est partiellement ou en totalité issu de l’article de Wikipédia en allemand intitulé « Hans-Peter Minetti » (voir la liste des auteurs).